# 眼には眼を
『眼には眼を』（めにはめを、Œil pour œil）は1957年のフランスの映画。出演はクルト・ユルゲンスなど。

## キャスト
| 役名       | 俳優               | 日本語吹替   | 日本語吹替 |
| 役名       | 俳優               | フジテレビ版 | 東京12ch版 |
| ---------- | ------------------ | ------------ | ---------- |
| ウォルター | クルト・ユルゲンス | 小松方正     | 久松保夫   |
| ボルタク   | フォルコ・ルリ     | 館敬介       | 島宇志夫   |
| ローラ     | レア・パドヴァニ   | 朝井ゆかり   |            |

- フジテレビ版：初回放送1965年2月22日『テレビ名画座』15:00 - 16:45
- 東京12ch版：初回放送1977年2月11日『想い出の名作洋画劇場』22:00 - 23:40

## スタッフ
- 監督：アンドレ・カイヤット
- 原作：ヴァエ・カッチャ
- 脚本：アンドレ・カイヤット、ヴァエ・カッチャ
- 撮影：クリスチャン・マトラ
- 音楽：ピエール・ルイギ